# Ben Wallace

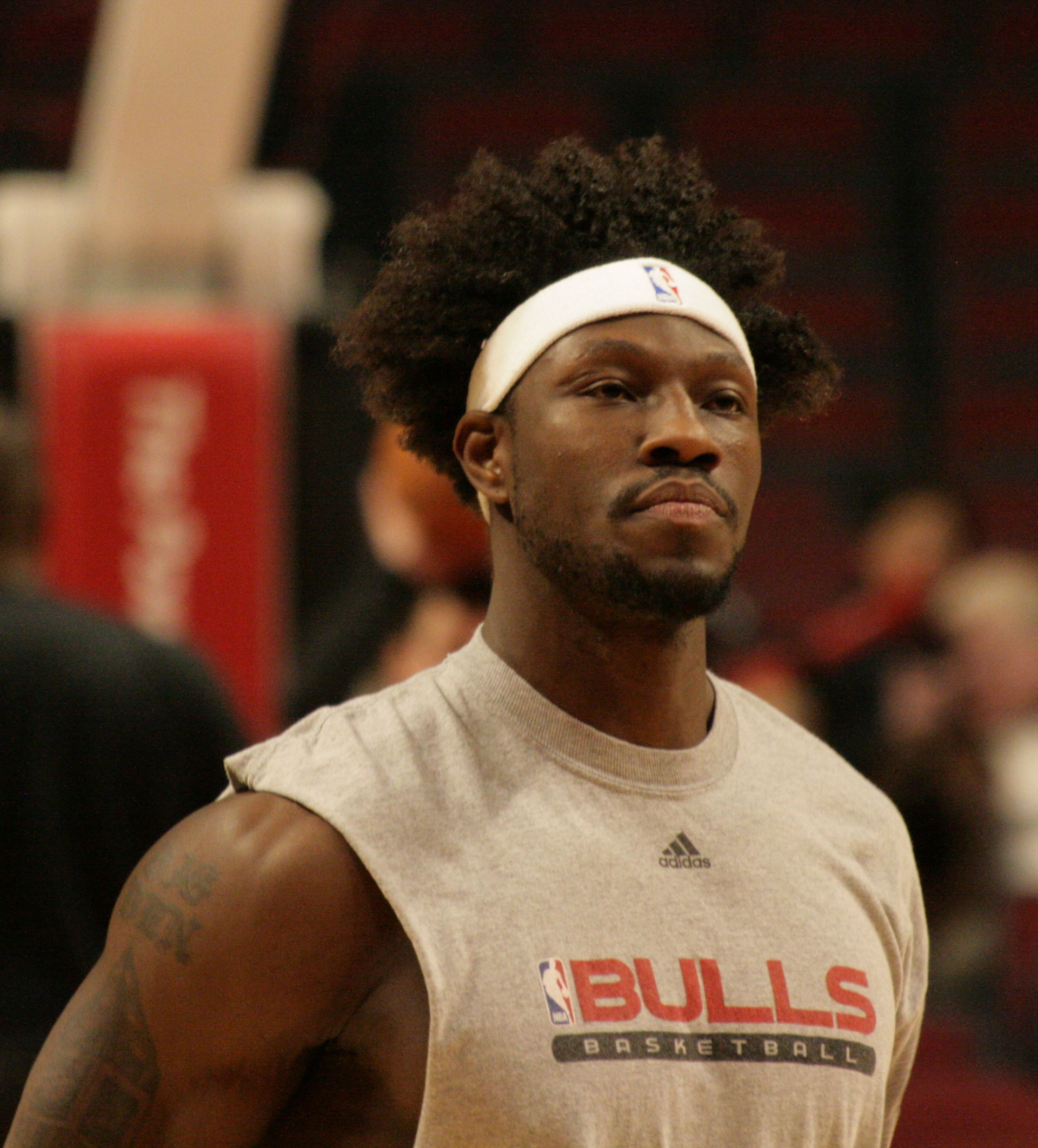
Ben Wallace 2008.

Ben Camey Wallace, född 10 september 1974 i White Hall i Lowndes County, Alabama, är en amerikansk före detta basketspelare. Han är 206 cm lång och väger ungefär 109 kg.
Wallace förbisågs i draften 1996 och förblev således odraftad. Under NBA-karriären vann han priset NBA Defensive Player of the Year fyra gånger. Endast Dikembe Mutombo har gjort det lika många gånger. Wallace smeknamn är "Big Ben Wallace".

## Lag
- Washington Bullets / Wizards (1996–1999)
- Orlando Magic (1999–2000)
- Detroit Pistons (2000–2006)
- Chicago Bulls (2006–2008)
- Cleveland Cavaliers (2008–2009)
- Detroit Pistons (2009–2012)